# Jekaterina Glazyrina

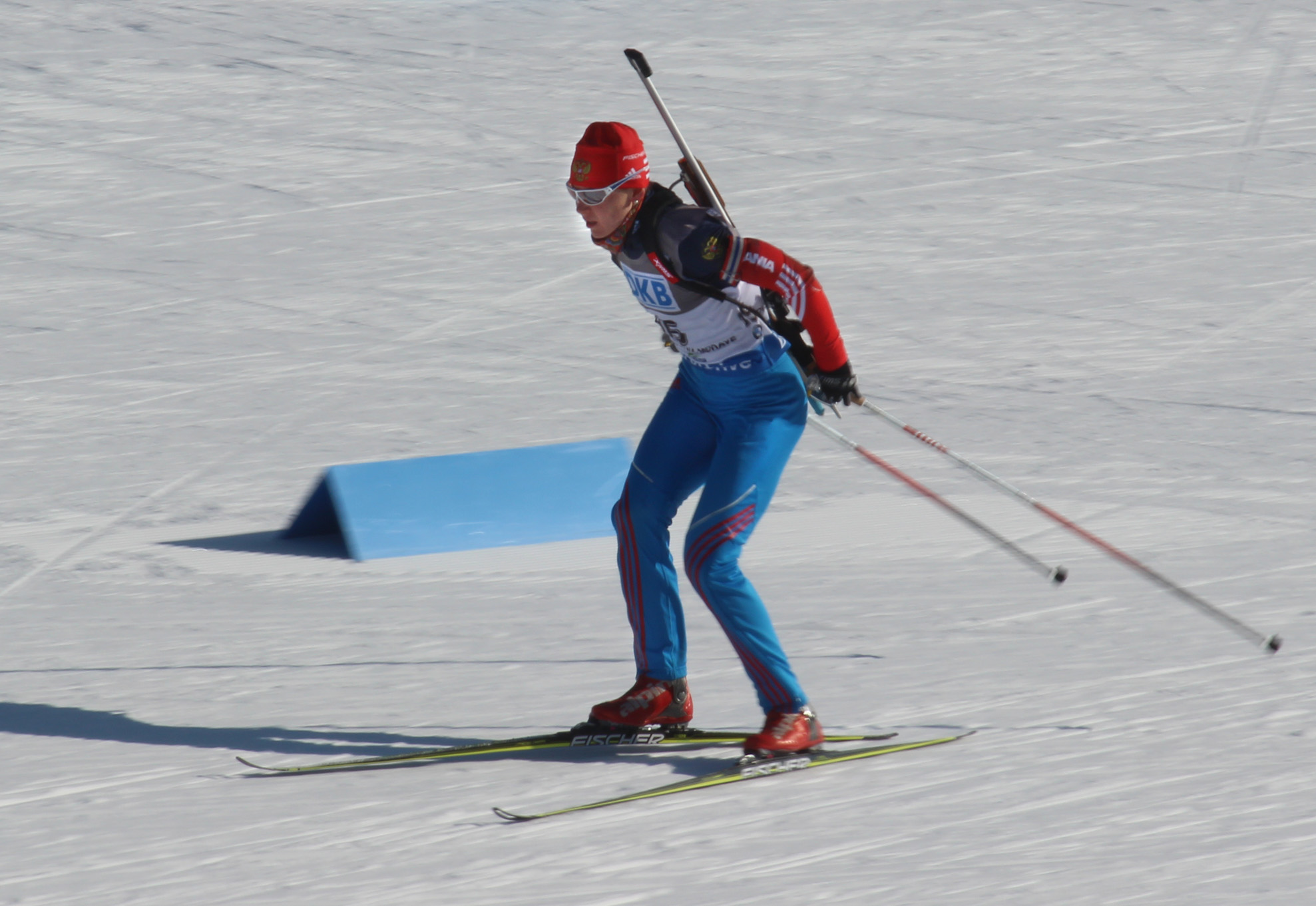
Jekaterina Glazyrina, Nové Město 2015

Jekaterina Ivanovna Glazyrina (ryska: Екатерина Ивановна Глазырина), född 22 april 1987, är en rysk skidskytt. Hon debuterade i världscupen säsongen 2010/2011. Hennes bästa individuella resultat i världscupen är en tredjeplats i distanstävlingen över 15 km i Östersund den 29 november 2012.. Glazyrina har även varit på pallen flera gånger i stafetter och mixstafetter i världscupen. 